# Solomys sapientis
Espèce
Statut de conservation UICN

 EN B1ab(iii) : En danger
Solomys sapientis est une espèce de rongeur de la famille des Muridae, du genre Solomys, endémique des Salomon.

## Taxonomie
L'espèce est décrite pour la première fois par le zoologiste britannique Michael Rogers Oldfield Thomas en 1902.

## Distribution et habitat
L'espèce se rencontre uniquement sur l'île de Santa Isabel aux Salomon. L'espèce a peut-être été présente sur d'autres îles de l'archipel, Malaita et San Cristobal, où elle serait éteinte.

## Menaces
L'Union internationale pour la conservation de la nature la distingue comme espèce « en danger » (EN) sur sa liste rouge.